# Ulysse Comtois
Ulysse Comtois fue un escultor y pintor canadiense, nacido el 2 de marzo de 1931 en Granby y fallecido el 10 de julio de 1999 en Montreal.

## Vida y obras
Nacido el 2 de marzo de 1931 en la localidad de Gramby, Quebec, Canadá.
Estudió durante un breve espacio de tiempo en la Escuela de Bellas artes de Montreal. abandonó los estudios tempranamente, introduciéndose en el entorno artístico de la ciudad. 
Representó a Canadá en la Bienal de Venecia y sus obras se conservan en la Galería Nacional de Canadá.
Falleció en Montreal a los 68 años el 10 de julio de 1999.

## Premios
- Premio Paul-Émile-Borduas, 1978[2]
- Premio Louis-Philippe-Hébert, 1991